# Eoasthena catharia
Eoasthena catharia är en fjärilsart som beskrevs av Louis Beethoven Prout 1934. Eoasthena catharia ingår i släktet Eoasthena och familjen mätare. Inga underarter finns listade i Catalogue of Life.